# UCI MTB Team
UCI MTB Teams (engl., dt.: UCI MTB-Mannschaften) sind durch die UCI lizenzierte Radsportteams, die an Mountainbike-Wettbewerben, insbesondere am Mountainbike-Weltcup teilnehmen.

## Bedeutung
Die Registrierung eines Radsportteams als UCI MTB Team privilegiert das jeweilige Team bei den verschiedenen Veranstaltungen der UCI im Hinblick auf die Teilhabe an den logistischen Angeboten (Registrierung, Verpflegung, Raum für Mechanikerbereich, Zugang zu Parkplätzen, Ausstellungsflächen, Online-Angebote etc.). Die Registrierung als UCI MTB World Series Team verstärkt diese Vorteile, ermöglicht z. B. mehr Raum für die technische Unterstützung.
Da die Bedeutung von Teamtaktik aber nicht mit dem Straßenradsport vergleichbar ist, ist die Wahrnehmung dieser Teams in den Medien geringer als die Wahrnehmung von Straßenradsporteams, wie z. B. den UCI WorldTeams.

## Klassifizierung
UCI MTB Teams können sich seit der Saison 2023 bei der UCI registrieren lassen als
- UCI MTB Cross-Country Team (ehemals UCI MTB Endurance Team) für die Disziplinen Eliminator (XCE), Short Track (XCC) und Olympisches Cross-Country (XCO)
- UCI MTB Marathon Team für die Disziplin Cross-Country Marathon (XCM)
- UCI MTB Downhill Team (ehemals UCI MTB Gravity Team) für die Disziplin Downhill (DHI)
- UCI MTB Enduro Team für die Disziplinen Enduro (EDR) und E-Enduro (E-EDR)
- gemischte (mixed) UCI MTB Teams für mehrere der oben aufgeführten Disziplinen. Prinzipiell gibt es keine Vorgaben, aufgrund der zunehmenden Spezialisierung sind jedoch nur die Kombinationen Cross-Country/Marathon für den Ausdauerbreich und Downhill/Enduro für den Gravity-Bereich zu finden.

## Fahrer und Fahrerinnen
Die UCI MTB Teams können aus männlichen und weiblichen Radrennfahrern bestehen, die allerdings an den jeweiligen Wettbewerben getrennt teilnehmen.
Die Fahrer und Fahrerinnen der UCI MTB Teams sind an die Teams vertraglich gebunden, aber nicht notwendigerweise Berufssportler, da es insbesondere kein durch die UCI festgelegtes Mindesteinkommen gibt. Eine vertragliche Vergütung – auch auf professionellen Niveau – darf aber vereinbart werden. Ein verpflichtender Modellvertrag sieht zum Schutz der Fahrer und Fahrerinnen gewisse Mindestbedingungen vor, die nicht zu deren Nachteil abgeändert werden dürfen.
Die Anzahl von Fahrern und Fahrerinnen je UCI MTB Team beträgt 
- in einem UCI MTB Cross-Country Team: mindestens drei, maximal 10
- in einem UCI MTB Marathon Team: mindestens drei, maximal 10
- in einem UCI MTB Downhill Team: mindestens drei, maximal 10
- in einem UCI MTB Enduro Team: mindestens drei, maximal 10
- in einem gemischten UCI MTB Team: mindestens drei, maximal 10

## Lizenzierung
Ein UCI MTB Team ist über einen nationalen Radsportverband bei der Union Cycliste Internationale zu registrieren, insbesondere sind hierzu die Hauptsponsoren, rechtlichen Vertreter und das Design der Teamkleidung mitzuteilen sowie die Fahrerverträge zu übermitteln. Teams, die in der MTB-Teamweltrangliste unter den ersten 15 der jeweiligen Disziplin platziert sind, können sich auch direkt bei der UCI als UCI MTB Elite Team registrieren lassen.
Zusätzliche Voraussetzungen für die Registrierung sind:
- für ein UCI MTB Cross-Country Team: mindestens 75 Punkte im Cross-Country-Teamranking
- für ein UCI MTB Downhill Team: mindestens 75 Punkte im Downhill-Teamranking
- für ein gemischtes UCI MTB Team: Erfüllung der Voraussetzungen für alle enthaltenen Disziplinen

## UCI MTB World Series Teams
Seit der Saison 2025 können sich die besten 15 Teams im jeweiligen UCI Team Ranking direkt als UCI MTB World Series Team (bis 2024 UCI Elite MTB Team) registrieren lassen:
- UCI MTB World Series Cross-Country Team
- UCI MTB World Series Downhill Team

Lässt sich ein Team aus den Top 15 nicht als Elite-Team registrieren, wird das Recht an die nächsten Teams im Team-Ranking bis maximal Platz 20 weitergegeben. Zudem darf die UCI fünf Wildcards vergeben. Die jeweils 10 besten Teams im UCI Team Ranking nach der Saison 2025 können sich bereits für zwei Jahre (2026 und 2027) als World Series Teams registrieren lassen, die jeweils 10 besten Teams nach der Saison 2027 für die drei folgenden Jahre (2028 bis 2030).
Ab der Saison dürfen MTB World Series Teams ein UCI MTB Team als offizielles Development Team registrieren. Aus dem Development Team darf jeweils ein Fahrer pro Wettkampf für das World Series Team an Weltcup-Rennen teilnehmen, sofern die maximale Teilnehmerzahl pro Team von vier Fahrern nicht überschritten wird. Zudem dürfen World Series Teams einen Fahrer oder eine Fahrerin als Gastfahrer bei der UCI anmelden, der an zwei Rennen pro Saison am Weltcup teilnehmen darf.
Jedes Elite-Team muss an jedem Weltcup mit mindestens einem Fahrer oder einer Fahrerin teilnehmen. Wenn dies nicht der Fall ist, wird dem Team der Elite-Status umgehend entzogen und eine Registrierung als Elite-Team in der Folgesaison ist nicht möglich.